# Риггс, Рита
Рита Риггс (2 сентября 1930 — 5 июня 2017) — американская художница по костюмам для кино и телевидения. Она, вероятно, наиболее известна как художница по костюмам для ситкомов Нормана Лира.

## Ранняя жизнь и образование
Риггс родилась в Лид-Хилле, штат Арканзас, в семье Дж. Алмуса Риггса и Иды В. Килинг. Семья переехала в Лос-Анджелес в 1943 году. После двух лет в колледже Санта-Ана Риггс отправилась в Аризонский университет, чтобы работать под руководством костюмера Fairfax Proudfit Walkup.

## Карьера
После интервью на NBC в 1954 году CBS наняла Риггс на следующий день, и её первым заданием стали костюмы для «Звездного дождя» . Она также работала в таких шоу, как Climax! и Театр 90 . Позже Риггс работала над сериалом «Альфред Хичкок представляет» (1955), как правило, на обложках, что привело её к работе над фильмами Хичкока «Психо» и, вместе с Эдит Хед, над «Птицами» и «Марни». Она также работала над такими фильмами, как «Вторые ", «Петулия», «Да, Джорджио» и «Развод по-американски», где она впервые сотрудничала с Норманом Лиром и Бадом Йоркиным. Это, в свою очередь, привело её к работе над сериалом «Все в семье», для которого она и художник-постановщик Дон Робертс создали «семейный альбом» в стиле сепия. Наряду с «Все в семье» она также была дизайнером костюмов для «Мод», «Сэнфорд и сын», «Хорошие времена», «Однажды за один раз», «Мэри Хартман» и «Джефферсоны». Позже Риггс работала над другими фильмами для кино и телевидения, такими как «Имея свое мнение: первые 100 лет сестер Делани», а также над телесериалом « 10 000 дней». Она умерла в Лос-Анджелесе в 2017 году в возрасте 86 лет.

## Награды
В 2003 году Риггс получила награду за достижения в карьере на телевидении от Гильдии художников по костюмам.